# George Kittle
George Krieger Kittle (* 9. Oktober 1993 in Madison, Wisconsin) ist ein US-amerikanischer American-Football-Spieler auf der Position des Tight Ends. Er spielt für die San Francisco 49ers in der National Football League (NFL) und spielte College Football an der University of Iowa.

## Frühe Jahre
Kittle besuchte die Iowa City West High School in Iowa City, die Cedar Falls High School in Cedar Falls, Iowa und die Norman High School in Norman, Oklahoma. Sein Vater, Bruce Kittle, spielte ebenfalls in Iowa und ist ein ehemaliger Trainer im College Football.

## College
Von 2013 bis 2016 spielte Kittle für die Iowa Hawkeyes der University of Iowa. Während seiner Zeit dort kam er auf 75 Passfänge für 1.197 Yards und 16 Touchdowns.

### Statistik
| Jahr   | Team   | Spiele | Passfang | Passfang | Passfang   |
| Jahr   | Team   | Spiele | Fänge    | Yards    | Touchdowns |
| ------ | ------ | ------ | -------- | -------- | ---------- |
| 2013   | Iowa   | 3      | 5        | 108      | 0          |
| 2014   | Iowa   | 3      | 1        | 25       | 0          |
| 2015   | Iowa   | 10     | 20       | 290      | 6          |
| 2016   | Iowa   | 9      | 22       | 314      | 4          |
| Gesamt | Gesamt | 22     | 75       | 1,197    | 16         |

## NFL
Kittle wurde von den San Francisco 49ers in der 5. Runde an 146. Stelle im NFL Draft 2017 ausgewählt.

### Saison 2017
Am 4. Mai 2017 unterzeichnete Kittle einen 4-Jahres-Vertrag über 2,69 Millionen US-Dollar. Dieser Vertrag beinhaltete einen Signing Bonus (Handgeld zur Vertragsunterschrift) über 298.287 Dollar.
Während des Training Camps kämpfte er für den Stammplatz als Tight End. Zu Beginn der Regular Season ernannte Head Coach Kyle Shanahan ihn zum Starter. Er machte sein Debüt gegen die Carolina Panthers und fing fünf Pässe für 27 Yards bei der 3:23-Niederlage. Am 8. Oktober konnte er seine ersten Touchdown im Spiel gegen die Indianapolis Colts fangen. Am Ende kam er auf sieben gefangene Pässe für 83 Yards und einen Touchdown. Das Spiel wurde erst in der Overtime mit 23:26 verloren. In der 9. Woche gegen die Arizona Cardinals fing er drei Pässe für 27 Yards, bevor er verletzt das Spiel verließ. Er verpasste deshalb das folgende Spiel gegen die New York Giants. Er beendete die Saison mit 43 gefangenen Pässe für 515 Yards und zwei Touchdowns.

### Saison 2018
Im letzten Spiel der Saison 2018 bei der 32:48-Niederlage gegen die Los Angeles Rams am 30. Dezember 2018 konnten Kittle mit seinem letzten Passfang – zeitgleich mit Travis Kelce (im Spiel der Kansas City Chiefs gegen die Oakland Raiders) – den sieben Jahre alten Rekord von Rob Gronkowski (1.327 Yards) für den größten Raumgewinn eines Tight Ends in einer Saison brechen. Mit seinen 1.377 Yards übertraf er ebenfalls die Bestmarke von Kelce (1.336 Yards), die dieser nur wenige Minuten zuvor aufgestellt hatte. Gleichzeitig bedeutete dies einen neuen Teamrekord für Passfänge eines Tight Ends. Seine 870 Yards Raumgewinn nach dem Passfang (Yards after Catch) waren ligaweit die Bestleistung für Tight Ends innerhalb einer Saison. Keinem Spieler gelang seit der Saison 2010 ein besserer Wert.

### Saison 2019

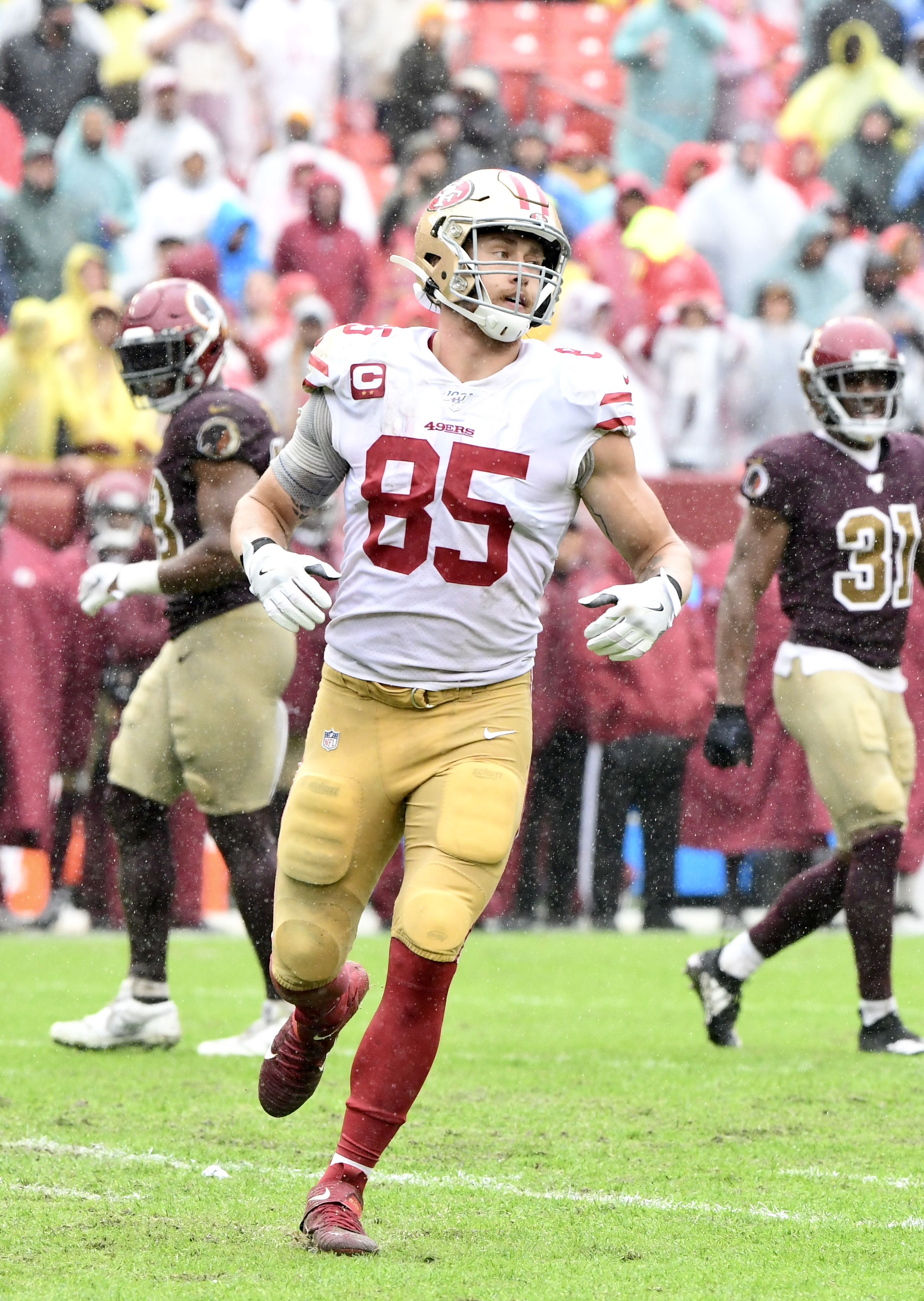
George Kittle im Trikot der 49ers, beim Spiel gegen die Washington Redskins (2019)

In der Saison 2019 hielt Kittle nach drei Wochen die beste Note von Pro Football Focus in der NFL. Dabei traf er auf die Tampa Bay Buccaneers, Cincinnati Bengals und Pittsburgh Steelers. Nach der spieltagsfreien 4. Woche für die San Francisco 49ers spielten sie in der 5. Woche gegen die Cleveland Browns. Kittle konnte dabei sechs Pässe für 70 Yards und einen Touchdown fangen und trug wesentlich zum 31:3-Sieg bei. Beim nächsten Spiel gegen die Los Angeles Rams fing er beim 20:7-Auswärtssieg Pässe für 103 Yards. Drei Wochen später zog er sich eine Knieverletzung im Spiel gegen die Arizona Cardinals zu. Nachdem er wenige Spielzüge (Snaps) verpasst hatte, kehrte er wieder zurück. Am Ende des Spiels kam er auf sechs gefangene Pässe für 79 Yards und einem Touchdown beim 28:25-Auswärtssieg. Dennoch musste er die nächsten beiden Spiele verletzungsbedingt aussetzen. In der 12. Woche, beim Heimspiel gegen die Green Bay Packers, kehrte er zurück. Beim 37:8-Sieg fing er sechs Pässe für 129 Yards und einen Touchdown. In der 14. Woche trafen die San Francisco 49ers auf die New Orleans Saints. Beide Teams hatten eine Bilanz von 10:2. Der Gewinner hätte dann gute Chancen auf den #1 Seed in der NFC und somit bessere Chancen in den Play-offs. Bei einem vierten Down und zwei fing Kittle einen wichtigen Pass für 39 Yards. Die letzten 10 Yards machte er, während Marcus Williams ihm unerlaubt in die Facemask griff. Aufgrund dieses Passfangs gewannen die 49ers mit einem Field Goal das Auswärtsspiel mit 48:46. In der nächsten Woche verlor Kittle mit den 49ers überraschend gegen die Atlanta Falcons in letzter Sekunde mit 22:29. Kittle fing dabei 13 Pässe für 134 Yards. Nach der Niederlage wurde bekannt gegeben, dass Kittle ein zweites Mal nach 2018 in den Pro Bowl gewählt wurde. Mit einer Bilanz von 13:3 erreichte Kittle mit den 49ers die Play-offs. Die 49ers erreichten die beste Bilanz in der NFC und hatten daher die erste Woche in den Play-offs Spielfrei.
Nach überzeugenden Siegen gegen die Minnesota Vikings in der Divisional Round und Green Bay Packers im NFC Championship Game erreichte er den Super Bowl LIV. Dort traf er auf den Meister der AFC, die Kansas City Chiefs. Die 49ers verloren das Spiel mit 20:31, nachdem sie noch mit 20:10 geführt hatten. Kittle fing vier Pässe für 36 Yards.

### Saison 2020
Am 13. August unterzeichnete er einen 5-Jahres-Vertrag über 75 Millionen Dollar mit einem Signing Bonus über 18 Millionen Dollar. Damit wurde er zum bestbezahlten Tight End in der NFL.
Nachdem er zwei Spiele aufgrund einer Knieverletzung, die er sich bei der 20:23-Niederlage gegen die Arizona Cardinals in Woche 1 zuzog, verpasste, kehrte er in der 4. Woche zurück. Beim Spiel im Sunday Night Football gegen die Philadelphia Eagles fing er 15 Pässe für 183 Yards und einen Touchdown. Dennoch verloren die 49ers mit 20:25. In der 6. Woche gegen die Los Angeles Rams fing er sieben Pässe für 109 Yards und einen Touchdown. Am 5. November wurde er nach dem Spiel gegen die Seattle Seahawks aufgrund eines Fußbruchs auf die Injured Reserve List gesetzt. Am 25. Dezember wurde er vor dem Spiel gegen die Arizona Cardinals von der Injured Reserve List wieder aktiviert.

### Saison 2021
In Woche 3 der Saison 2021 zog er sich eine Wadenverletzung bei der 28:30-Niederlage gegen die Green Bay Packers zu. Er spielte noch in Woche 4 gegen die Seattle Seahawks, bevor er am 9. Oktober auf die Injured Reserve List gesetzt wurde. Am 6. November wurde er von dieser wieder aktiviert, bei seiner Rückkehr konnte er im Spiel gegen die Arizona Cardinals sechs Pässe für 101 Yards und einen Touchdown fangen.

### Saison 2022
In der Saison 2022 stellte Kittle mit elf Touchdowns eine neue Karrierebestleistung auf, obwohl er die ersten zwei Spiele wegen einer Leistenverletzung verpasste. Die 49ers hatten in dieser Saison verletzungsbedingt drei Quarterbacks. Mit dem davon zuletzt eingesetzten Brock Purdy verstand sich Kittle von Beginn an, was zu jeweils zwei Touchdowns in den Spielen gegen die Seattle Seahawks (Woche 15) und die Washington Commanders (Woche 16) führte. In der Saison 2022 erlangte Kittle seine vierte Pro-Bowl-Nominierung.

### Saison 2023
In Woche zwei gegen die LA Rams stellte Kittle einen neuen Franchise-Rekord bei den 49ers auf. Kittle empfing nach nur 84 Spielen seinen 400. Pass in der NFL. Damit war er der viertschnellste Spieler, dem das gelang. In Woche 5 fing er beim 42:10-Sieg gegen die Dallas Cowboys 3 Touchdowns. Er wurde zum fünften Mal ins Pro-Bowl-Team gewählt und brach somit den Franchise-Rekord von Brent Jones für Pro-Bowl-Berufungen als Tight End. Kittle beendete die Saison 2023 mit 65 Passempfängen für 1020 Yards und sechs Touchdowns in 16 Spielen. Im Super Bowl LVIII verletzte er sich in der dritten Minute der Verlängerung an der Schulter und konnte bis zum Spielende nicht mehr am Finale teilnehmen. Die 49ers verloren das Spiel mit 22:25 in Overtime gegen die Kansas City Chiefs.

### Saison 2024
Obwohl die San Francisco 49ers in der Saison 2024 nach einer von zahlreichen Verletzungen überschatteten Saison mit einer 6:11-Bilanz nur Letzte ihrer Division wurden, spielte Kittle erneut eine starke Saison, in der er mit 78 Passfängen für 1106 Yards und 8 Touchdowns erfolgreichster Passempfänger seines Teams wurde. Ligaweit waren seine 14,2 Yards pro Reception der Bestwert unter den Tight Ends. Einmal mehr wurde er in den Pro Bowl und in das Second-Team All-Pro gewählt.

## Statistiken

### Regular Season
| Jahr                               | Team     | Spiele | Spiele  | Fangen | Fangen | Fangen       | Fangen   | Fangen | Laufen   | Laufen | Laufen       | Laufen   | Laufen | Fumbles | Fumbles  |
| Jahr                               | Team     | Spiele | Starter | Fänge  | Yards  | Durchschnitt | Längster | TD     | Versuche | Yards  | Durchschnitt | Längster | TD     | Fumbles | Verloren |
| ---------------------------------- | -------- | ------ | ------- | ------ | ------ | ------------ | -------- | ------ | -------- | ------ | ------------ | -------- | ------ | ------- | -------- |
| 2017                               | SF       | 15     | 7       | 43     | 515    | 12,0         | 44       | 2      | 0        | 0      | 0,0          | 0        | 0      | 0       | 0        |
| 2018                               | SF       | 16     | 16      | 88     | 1.377  | 15,6         | 85       | 5      | 1        | 10     | 10,0         | 10       | 0      | 0       | 0        |
| 2019                               | SF       | 14     | 14      | 85     | 1.053  | 12,4         | 61       | 5      | 5        | 22     | 4,4          | 18       | 0      | 1       | 0        |
| 2020                               | SF       | 8      | 8       | 48     | 634    | 13,2         | 44       | 2      | 2        | 17     | 8,5          | 9        | 0      | 0       | 0        |
| 2021                               | SF       | 14     | 14      | 71     | 910    | 12,8         | 48       | 6      | 3        | 20     | 6,7          | 9        | 0      | 2       | 1        |
| 2022                               | SF       | 15     | 15      | 60     | 765    | 12,8         | 54       | 11     | 0        | 0      | 0            | 0        | 0      | 1       | 1        |
| 2023                               | SF       | 16     | 16      | 65     | 1.020  | 15,7         | 66       | 6      | 1        | 2      | 2,0          | 2        | 0      | 0       | 0        |
| 2024                               | SF       | 15     | 15      | 78     | 1.106  | 14,2         | 43       | 8      | 0        | 0      | 0            | 0        | 0      | 0       | 0        |
| Karriere                           | Karriere | 113    | 105     | 538    | 7.380  | 13,7         | 85       | 45     | 12       | 71     | 5,9          | 18       | 0      | 4       | 2        |
| Quelle: pro-football-reference.com |          |        |         |        |        |              |          |        |          |        |              |          |        |         |          |

### Play-offs
| Jahr                               | Team     | Spiele | Spiele  | Fangen | Fangen | Fangen       | Fangen   | Fangen | Laufen   | Laufen | Laufen       | Laufen   | Laufen | Fumbles | Fumbles  |
| Jahr                               | Team     | Spiele | Starter | Fänge  | Yards  | Durchschnitt | Längster | TD     | Versuche | Yards  | Durchschnitt | Längster | TD     | Fumbles | Verloren |
| ---------------------------------- | -------- | ------ | ------- | ------ | ------ | ------------ | -------- | ------ | -------- | ------ | ------------ | -------- | ------ | ------- | -------- |
| 2019                               | SF       | 3      | 3       | 8      | 73     | 9,1          | 19       | 0      | 0        | 0      | 0            | 0        | 0      | 0       | 0        |
| 2021                               | SF       | 3      | 3       | 7      | 108    | 15,4         | 24       | 1      | 0        | 0      | 0            | 0        | 0      | 0       | 0        |
| 2022                               | SF       | 3      | 3       | 10     | 164    | 16,4         | 31       | 0      | 1        | 4      | 4,0          | 4        | 0      | 0       | 0        |
| 2023                               | SF       | 3      | 3       | 8      | 112    | 14,0         | 32       | 1      | 0        | 0      | 0,0          | 0        | 0      | 0       | 0        |
| Karriere                           | Karriere | 12     | 12      | 33     | 455    | 13,8         | 32       | 2      | 1        | 4      | 4,0          | 4        | 0      | 0       | 0        |
| Quelle: pro-football-reference.com |          |        |         |        |        |              |          |        |          |        |              |          |        |         |          |

## NFL-Rekorde

### Regular Season
- Meiste Yards gefangen in einer Halbzeit von einem Tight End: 210[40]
- Erster Tight End, der die NFL in Yards nach Passfang (Yards after Catch) anführt: 870[41]
- Meisten Yards gefangen von einem Tight End in den ersten drei Jahren der Karriere: 2945[42]

### San Francisco 49ers Team Rekorde
- Meiste Yards gefangen in einem Spiel von einem Tight End: 210[43]
- Meiste Pässe gefangen von einem Tight End in einer Saison: 88[44]
- Meiste Yards gefangen in einer Saison von einem Tight End: 1377[45]
- Erster Tight End mit mehr als 1000 Yards gefangen[46]